# Acabaria philippinensis
Acabaria philippinensis är en korallart som först beskrevs av Wright och Studer 1889.  Acabaria philippinensis ingår i släktet Acabaria och familjen Melithaeidae. Inga underarter finns listade i Catalogue of Life.